# Constantin Floros

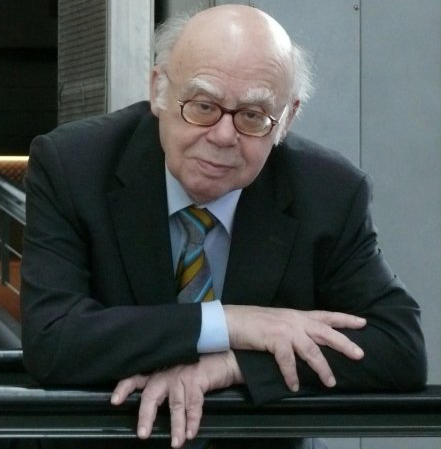
Constantin Floros, 2014

Constantin Floros (griechisch Κωνσταντίνος Φλώρος, Konstandinos Floros; * 4. Januar 1930 in Thessaloniki) ist ein griechisch-deutscher Musikwissenschaftler und emeritierter Professor für Musikwissenschaft in Hamburg. Er befasste sich insbesondere mit der Entzifferung der paläobyzantinischen und altslawischen Neumenschrift.

## Leben
Constantin Floros studierte an der Wiener Universität Musikwissenschaft, Kunstgeschichte, Philosophie und Psychologie und an der Wiener Hochschule für Musik Komposition (bei Alfred Uhl) und Dirigieren (bei Hans Swarowsky). 1953 erhielt er sein Diplom in Komposition und Dirigieren. Es folgte in Wien 1955 über das Thema Antonio Campioni als Instrumentalkomponist die Promotion zum Doktor der Philosophie und 1961 an der Universität Hamburg die Habilitation. In Hamburg begann er im selben Jahr seine Lehrtätigkeit. 1967 wurde er dort außerplanmäßiger Professor. Von 1972 bis 1995 hatte er eine ordentliche Professur für Musikwissenschaft an der Universität Hamburg. Dort war er zudem stellvertretender Direktor des Musikwissenschaftlichen Instituts. Er wurde mit der Ehrendoktorwürde der Nationalen und Kapodistrias-Universität Athen und der Aristoteles-Universität Thessaloniki ausgezeichnet. Im Sommer 2005 wurde ihm das Goldene Doktordiplom der Universität Wien verliehen. Im März 2010 verlieh ihm die Internationale Gustav Mahler Gesellschaft in Würdigung seiner Verdienste um das Werk Gustav Mahlers die Goldene Gustav-Mahler-Medaille.
Constantin Floros, emeritierter Professor für Musikwissenschaft an der Universität Hamburg, entzifferte die ältesten byzantinischen und slawischen Notationen, wies den byzantinischen Ursprung der gregorianischen Choralnotation nach und entwickelte eine Methode musiksemantischer Analyse, die er an zahlreichen Werken verschiedener Komponisten exemplifizierte. Sein wichtigstes Forschungsgebiet ist die Semantik der Musik. Er arbeitet interdisziplinär und fordert die interdisziplinäre Öffnung der Musikwissenschaft. In seinen Schriften finden sich kulturgeschichtliche, biographische, ästhetische, philologische, analytische, philosophische und psychologische Erörterungen.
Die Schwerpunkte seiner Forschungen liegen in der Musik des Mittelalters und des 18. bis 20. Jahrhunderts. Unter den von ihm publizierten 30 Büchern finden sich Monographien über Beethovens Eroica, über Johannes Brahms (drei Bände), Anton Bruckner, Peter Tschaikowsky, Gustav Mahler (vier Bände), Alban Berg (zwei Bände) und György Ligeti.
Zu seinen Veröffentlichungen gehören weiterhin die dreibändige Universale Neumenkunde (Kassel 1970) sowie unter anderem die Bücher Musik als Botschaft (Wiesbaden 1989), Der Mensch, die Liebe und die Musik (2000), Neue Ohren für neue Musik (Mainz 2006) und Hören und verstehen. Die Sprache der Musik und ihre Deutung (Mainz 2008).
23 Bände von Constantin Floros sind heute in englischer Übersetzung zugänglich.  Geplant ist eine Edition seiner gesammelten Schriften in spanischer Sprache. 5 Bücher liegen bereits vor. Das Buch Der Mensch, die Liebe und die Musik liegt in deutscher, englischer, griechischer, französischer, spanischer und polnischer Sprache vor. Vereinzelte weitere Übersetzungen auch in griechischer, französischer, polnischer, bulgarischer, japanischer und chinesischer Sprache.
Er ist Mitglied der Akademie der Wissenschaften in Erfurt, der Europäischen Akademie der Wissenschaften und Künste, Ehrenpräsident der Gustav Mahler Vereinigung Hamburg, Ehrenmitglied mehrerer Institutionen und mehrfacher Ehrendoktor.
Constantin Floros heiratete 1962 Edeltraut Steinbacher und lebt heute in Hamburg.

## Schriften
- Universale Neumenkunde. 3 Bände. Bärenreiten, Kassel 1970.
  - Band 1: Entzifferung der ältesten byzantinischen Neumenschriften und der altslavischen sematischen Notation. Bärenreiter, Kassel 1970. Das modale System der byzantinischen Kirchenmusik. Beiträge zur Geschichte der byzantinischen Kirchendichtung.
  - Band 2: Ursprung und Deutung der lateinischen Neumen. Bärenreiter, Kassel 1970. Beiträge zur Figurenlehre und Rhythmik des gregorianischen Chorals. Die byzantinische Herkunft des lateinischen Dodekaechos.
  - Band 3: Die byzantinischen, slavischen und gregorianischen Tonfiguren und Formeln. Bärenreiter, Kassel 1970. Dokumentation.
- Gustav Mahler. 3 Bände. Breitkopf, Wiesbaden 1977–1985.
  - Band 1: Die geistige Welt Gustav Mahlers in systematischer Darstellung. 1977; 4., ergänzte Auflage 2016.
  - Band 2: Mahler und die Symphonik des 19. Jahrhunderts in neuer Deutung. Zur Grundlegung einer zeitgemäßen musikalischen Exegetik. 1977; 2., ergänzte Auflage, 2019.
- Band 3: Die Symphonien. 1985; 2. Auflage: Breitkopf, 2019.
- Beethovens Eroica und Prometheus-Musik. Sujet-Studien. Heinrichshofen, Wilhelmshaven 1978; 2., erweiterte Auflage: 2008.
- Mozart-Studien I. Zu Mozarts Sinfonik, Opern- und Kirchenmusik. Breitkopf, Wiesbaden 1979.
- Brahms und Bruckner. Studien zur musikalischen Exegetik. Breitkopf, Wiesbaden 1980.
- Einführung in die Neumenkunde. Heinrichshofen, Wilhelmshaven 1980; 2., erweiterte Auflage 2000.
- Brahms und Bruckner. 1980.
- Johannes Brahms. Sinfonie Nr. 2 D-Dur, op. 73. Taschenpartitur. Einführung und Analyse. Originalausgabe, München / Mainz: Goldmann / Schott 1984; Neudruck der Einführung und Analyse in: G. Schubert, C. Floros, C. M. Schmidt (Hrsg.): Johannes Brahms. Die Sinfonien. Schott, Mainz 1999, S. 75–138.
- Musik als Botschaft. Breitkopf, Wiesbaden 1989.
- Alban Berg. Musik als Autobiographie. Breitkopf, Wiesbaden / Leipzig / Paris 1992.
- Alban Berg und Hanna Fuchs. Briefe und Studien. Erstveröffentlichungen (Österreichische Musikzeitschrift Special), UE, Wien 1995.
- György Ligeti. Jenseits von Avantgarde und Postmoderne. Lafite, Wien  1996.
- mit Giselher Schubert, Christian Martin Schmidt: Johannes Brahms – die Sinfonien. Einführung, Kommentar, Analyse. Schott, Mainz 1998, ISBN 3-7957-8711-4.
- Johannes Brahms. „Frei, aber einsam“. Ein Leben für eine poetische Musik. Arche, Zürich / Hamburg 1997, ISBN 3-7160-3900-4. Englische Ausgabe: Frankfurt am Main 2010.
- Gustav Mahler. Visionär und Despot. Porträt einer Persönlichkeit. Arche, Zürich / Hamburg 1998. Griechische Ausgabe: Athen 2010.
- Der Mensch, die Liebe und die Musik. Arche, Zürich / Hamburg 2000. Griechische Ausgabe: Athen 2003; 2. Auflage: Athen 2006; Englische Ausgabe: Humanism, Love and Music. Peter Lang, New York 2011.
- Alban Berg und Hanna Fuchs. Die Geschichte einer Liebe in Briefen. Arche, Zürich / Hamburg 2001
- Anton Bruckner. Persönlichkeit und Werk. Europäische Verlagsanstalt, Hamburg 2004.
- Gustav Mahler und die Oper. Herausgeber. Gustav Mahler-Vereinigung, Hamburg 2005, Band 2 ISBN 978-3-7160-3904-5.
- Neue Ohren für neue Musik. Streifzüge in die Musik des 20. und 21. Jahrhunderts. Schott, Mainz 2006.
- Peter I. Tschaikowsky. Rowohlt, Reinbek 2006; 2. Auflage: Rowohlt, 2019.
- Hören und Verstehen. Die Sprache der Musik und ihre Deutung. Schott, Mainz 2008.
- The Origins of Russian music. Introduction to the Kondakarian notation. Peter Lang, Frankfurt am Main 2009.
- Gustav Mahler. H. C. Beck, München 2010.
- The Origins of Western Notation.  Peter Lang, New York 2011.
- Gustav Mahler. Visionary and Despot. Portrait of a Personality. Peter Lang, Frankfurt am Main 2012.
- Beethoven’s Eroica. Thematic Studies, Peter Lang, Frankfurt am Main 2013.
- New Ears for new Music. Peter Lang, New York 2013.
- Gustav Mahler and the Symphony of 19th Century. Peter Lang, New York 2014.
- Alban Berg. Music as Autobiography. Peter Lang, New York 2014.
- György Ligeti. Beyond Avant-garde and Postmodernism. Peter Lang: Frankfurt am Main 2014.
- Brahms and Bruckner as Artistic Antipodes. Studies in Musical Semantics. Peter Lang, New York 2015.
- Music as Message. An Introduction to Musical Semantics. Peter Lang, New York 2016.
- Gustav Mahler‘ Intellectual World: A Systematic Representation. Peter Lang, Frankfurt am Main / New York 2016.
- Music as Message. An Introduction to Musical Semantics. Peter Lang, New York 2016.
- Gustav Mahler’s Mental World: A Systematic Representation. Peter Lang, Frankfurt am Main / New York 2016.
- L’homme, l’amour et la musique. Editions des archives contemporaines, Paris 2017.
- Listening and Understanding and how to interpret It. Peter Lang, Frankfurt am Main / New York 2017.
- Passion Musik. Eine wissenschaftliche Autobiographie. Mainz, Schott 2017.
- Pyotr Ilyich Tchaikovsky. A Critical Biography. Peter Lang: Berlin / New York 2018.
- Wolfgang Amadé Mozart. Undeserved Gift to Humanity. Peter Lang, Bern 2020.
- El hombre, el amor y la Música. Ediciones Universidad de Salamance, Salamanca 2020.
- La Música como Mensaje. Ediciones Universidad Salamanca, Dezember 2020 (Musica viva).
- Pathos gia Musiki. Panas-Verlag Athen 2021 (in griechischer Sprache)
- Gustav Mahler. Die Symphonien: www.nightingale.org.tw, Taipeh, Taiwan 2022 (in chinesischer Sprache)
- Czlowiek, milosc i muzyka, PWM -Edition Krakau 2022 (in polnischer Sprache)
- Anton Bruckner. Personalidad y Obra, UCKL Madrid 2022 (in spanischer Sprache)
- Gustav Mahler. Visionario y Déspota, UCLK >Madrid 2023 (in spanischer Sprache)

## Aufsätze (Auswahl)
- Die Musik der Ostkirche. In: E. Benz, H. Thurn, C. Floros (Hrsg.): Das Buch der heiligen Gesänge der Ostkirche. Hamburg 1962, S. 143–174.
- Das „Programm“ in Mozarts Meisterouvertüren. In: Studien zur Musikwissenschaft, 26, 1964, S. 140–186.
- Die Entzifferung der Kondakarien-Notation. In: Musik des Ostens, III, Kassel 1965, S. 7–71, und IV, Kassel 1967, S. 12–44.
- Literarische Ideen in der Musik des 19. Jahrhunderts. In: Hamburger Jahrbuch für Musikwissenschaft, Band 2, Hamburg 1977, S. 7–62
- Das esoterische Programm der Lyrischen Suite von Alban Berg. Eine semantische Analyse. In: Alban Berg. Kammermusik, I. text + kritik, München 1978, S. 5–48 (= Musik-Konzepte, 4). italienisch in: Com’ era dolce il profumo del Tiglio. La musica a Vienna nell’età di Freud. Monfalcone 1988, S. 233–277.
- Die Faust-Symphonie von Franz Liszt. Eine semantische Analyse. In: Franz Liszt. text + kritik, München 1980, S. 42–87 (= Musik-Konzepte, 12).
- Richard Strauss und die Programmusik. In: D. Altenburg (Hrsg.): Ars musica, musica scientia. Festschrift Heinrich Hüschen zum 65. Geburtstag am 2. März 1980. Köln 1980, S. 143–150.
- Weltanschauung und Symphonik bei Mahler. In: R. Klein (Hrsg.): Gustav Mahler Kolloquium Wien 1979. Ein Bericht. Bärenreiter, Kassel u. a. 1981, S. 29–39. Nachdruck in: H. Danuser (Hrsg.): Gustav Mahler. Wissenschaftliche Buchgesellschaft, Darmstadt 1992, S. 344–361. Russisch in: Muzikalnaja Akademija, 1, 1994, S. 152–157.
- Schumanns musikalische Poetik. In: Robert Schumann, I. text + kritik, München 1981, S. 90–104 (= Musik-Konzepte, Sonderband für 1981).
- Studien zur Parsifal-Rezeption. In: Richard Wagner. Parsifal. text + kritik, München 1982, S. 14–57 (= Musik-Konzepte, 25).
- Carl Maria von Weber. Grundsätzliches über sein Schaffen. In: J. Schläder, R. Quandt (Hrsg.): Festschrift Heinz Becker zum 60. Geburtstag am 26. Juni 1982. Laaber, 1982, S. 116–130. Nachdruck in: Carl Maria von Weber. München 1986, S. 5–21 (= Musik-Konzepte, 52).
- Bruckner und Mahler. Gemeinsamkeiten und Unterschiede. In: Uwe Harten (Hrsg.): Bruckner-Symposion „Die österreichische Symphonie nach Bruckner“. Linz 1981, Bericht. Graz 1983, S. 21–29.
- Über den Motivbegriff in der Musikwissenschaft. In: Studien zur Systematischen Musikwissenschaft. Laaber 1986, S. 209–221 (= Hamburger Jahrbuch für Musikwissenschaft, Band 9). Nachdruck in: M. Vanhelleputte, L. Somville (Hrsg.): Proceedings of a Symposium held on 8th December 1984 at the Vrije Universiteit Brussel. Leuven 1987, S. 61–75.
- Probleme der Amalgamierung von Dichtung und Musik in der Kunst des 20. Jahrhunderts. In: O. Kolleritsch (Hrsg.): Zum Verhältnis von zeitgenössischer Musik und zeitgenössischer Dichtung. Wien / Graz 1988, S. 35–50 (= Studien zur Wertungsforschung, Band 20).
- Die Idee der Kunstreligion bei Schopenhauer und Richard Wagner. Vorgesehen für: Schopenhauer und Wagner, Tagungsbericht 1983, hrsg. von d. Schopenhauer-Gesellschaft (nicht erschienen); aufgenommen in: C. Floros: Musik als Botschaft. Wiesbaden 1989, S. 39–53.
- Bruckner und Liszt. Diskussionsbeitrag. In: O. Wessely (Hrsg.): Bruckner-Symposion „Bruckner, Liszt, Mahler und die Moderne“, Bericht. Linz 1986, Linz 1989, S. 181–188.
- Psychodramen, tönende Autobiographie und illustrierende Programmusik. Zu Richard Strauss’ Tondichtungen. In: Richard Strauss. Leben. Werk. Interpretation. Rezeption, Bericht zum VI. Internationalen Gewandhaus-Symposium anläßlich der Gewandhausfesttage 1989. Leipzig 1991, S. 36–50.
- Neue Thesen über Mahlers Zehnte Symphonie. In: Österreichische Musikzeitschrift, 1993, S. 73–80.
- Tragik und Komik in Mozarts Meisteropern. In: H. Zeman (Hrsg.): Wege zu Mozart. W. A. Mozart in Wien und Prag. Die großen Opern. Wien 1993, S. 12–22.
- Nachdenken über die Stilforschung. In: Bericht über den Internationalen Musikwissenschaftlichen Kongreß Baden 1991. Tutzing 1993, Band 1, S. 93–103.
- Publizitäre und private Botschaften in der Musik. In: G. Gruber, S. Mauser (Hrsg.): Musikalische Hermeneutik im Entwurf. Laaber, 1994, S. 117–130 (= Schriften zur musikalischen Hermeneutik, Band 1). Auch in: Hudba ako posolstvo, Symposion Bratislava 1993, S. 97–106.
- „Ein Luftzug von dem Sturmflug unserer großen Zeit“. Gustav Mahlers Aktualität. In: G. Borchardt (Hrsg.): Gustav Mahler – „Meine Zeit wird kommen“. Aspekte der Gustav Mahler-Rezeption. Dölling, Hamburg 1996, S. 11–23 (= Schriftenreihe der Gustav Mahler Vereinigung Hamburg, Band 1).
- Zur Wirkungsgeschichte Mahlers. In: P. Op de Coul (Hrsg.): Bericht über das Internationale Gustav Mahler-Symposion Utrecht 1986 (= Mahler Studies, Vol. 1). Rotterdam 1991, S. 181–192.
- Musik als Bekenntnis. Karl Amadeus Hartmann und seine Sechste Symphonie. In: Das Orchester, 44, 1996, Heft 7/8, S. 2–8.
- Eine Weltsprache der Musik? Multikulturelle Phänomene in der Neuen Musik nach 1945. In: Das Orchester, 44, 1996, Heft 12, S. 2–9.
- Beethovens späte Streichquartette. In: H.-W. Heister (Hrsg.): Musik/Revolution. Festschrift für Georg Knepler zum 90. Geburtstag, Band 2. von Bockel, Hamburg 1997, S. 49–61.
- Schönbergs Gurrelieder. In: N. B. Foltmann, C. Rollum-Larsen (Hrsg.): Festskrift Jan Maegaard. Kopenhagen 1996, S. 33–42.
- Ein Vorläufer Gustav Mahlers? – Hans Rott. In: Österreichische Musikzeitschrift, 53, 1998, Heft 6, S. 8–16.
- Geheime Botschaften in Schumanns Klaviermusik. In: Das Orchester, 46, 1998, Heft 9, S. 2–8.
- Eine Vater-Sohn-Beziehung besonderer Art. In: „Ganz Dein zärtlicher Sohn Johannes“. Johannes Brahms’ Briefwechsel mit seinem Vater. Hamburg 1998, S. 5–12.
- Entwurf einer integralen Musikwissenschaft. In: P. Petersen, H. Rösing (Hrsg.): 50 Jahre Musikwissenschaftliches Institut in Hamburg. Bestandsaufnahme – aktuelle Forschung – Ausblick, Lang, Frankfurt am Main 1999, S. 15–22 (= Hamburger Jahrbuch für Musikwissenschaft, Band 16).
- Der Schöpfungsmythos in Gustav Mahlers Dritter Symphonie. In: H. W. Henze (Hrsg.): Musik und Mythos. Fischer, Frankfurt am Main 1999, S. 168–177 (= Neue Aspekte der musikalischen Ästhetik, V).
- Form und Gehalt in der Musik. In: Archiv für Musikwissenschaft. 56, 1999, S. 71–72.
- Musik und Astrologie. „Die Planeten“ von Gustav Holst. In: Das Orchester, 47, 1999, Heft 5, S. 2–7.
- Aspekte der Brahms-Biographie. In: F. Krummacher, M. Struck, C. Floros, P. Petersen (Hrsg.): Quellen – Text – Rezeption. Internationaler Brahms-Kongreß Hamburg 1997. Henle, München 1999, S. 43–55.
- Max Kalbecks neugierige Fragen eines wissensdurstigen Brahms-Biographen". Die Fragebögen für Joseph Joachim und Albert Dietrich. In: Ingrid Fuchs (Hrsg.): Bericht über den Internationalen Brahms-Kongreß Gmunden 1997. Tutzing 2001, S. 359–375.
- Arnold Schönberg – fünfzig Jahre nach seinem Tod. In: Das Orchester, 49, 2001, Heft 7/8, S. 21–25.
- Poetisches bei Chopin. Die Nocturne nach „Hamlet“. In: Muzyka w konteksie kultury. Festschrift für Mieczysław Tomaszewski. Kraków 2001, S. 45–54. Nachdruck in: Das Orchester, 49, 2001, Heft 5, S. 16–20.
- „Was immer aus seiner Feder kam, ist gold“. Ein Schönberg-Schüler in Berlin. In: Neue Zeitschrift für Musik, 162, 2001, Heft 5/6, S. 58–61.
- Frauengestalten bei Richard Wagner. In: Carmen Ottner (Hrsg.): Frauengestalten in der Oper des 19. und 20. Jahrhunderts. Wien / München 2003, S. 44–52.
- Jenseits von Schönberg und Debussy. Die „32 Klavierstücke“ von Nikos Skalkotas. In: G. Gruber (Hrsg.): Musik in allen Dingen. Festschrift für Günther Weiß. Tutzing 2003, S. 99–107.
- Vergänglichkeit, Tröstung und Hoffnung als semantische Felder bei Johannes Brahms. In: N. Bolin (Hrsg.): Johannes Brahms. Ein Deutsches Requiem. Vorträge. Europäisches Musikfest Stuttgart 2003. Stuttgart 2004, S. 42–57 (= Schriftenreihe der Internationalen Bachakademie Stuttgart, Band 13).
- Don Juan in Kierkegaards Deutung. In: Musik & Ästhetik, 11. Jg., Heft 44, Oktober 2007, S. 69–75.
- „Auch das Schöne muß sterben“. Brahms’ Nänie op. 82. In: H. Geyer, W. Osthoff (Hrsg.): Schiller und die Musik. Köln / Weimar / Wien 2007, S. 395–408 (= Schriftenreihe der Hochschule für Musik FRANZ LISZT, Band 4).
- Figur und Transfiguration bei Mozart. Das Phänomen der Kantabilität in seiner Instrumentalmusik. In: A. Dorschel (Hrsg.): Verwandlungsmusik. Über komponierte Transfigurationen. Wien / London / New York, S. 76–90 (= Studien zur Wertungsforschung, Band 48).
- Mozarts Don Juan in Kierkegaards Deutung. In: Musik & Ästhetik, 11. Jg. Heft 44, Oktober 2007, S. 69–75.
- Gedanken zu Beethoven. Warum es noch keine authentische Beethoven-Monographie geben kann. In: Erika Schuchardt: Diesen Kuss der ganzen Welt: Schöpferischer Sprung aus der Krise. Bonn 2008, S. 233–240.
- Die Zweite Wiener Schule in den zwanziger Jahren. In: Hamburger Jahrbuch für Musikwissenschaft, Band 26. Frankfurt am Main 2009, S. 143–148.
- Zum Mozart-Bild von Alban Berg. In: Hartmut Krones, Christia Meyer (Hrsg.): Mozart und Schönberg. Wiener Klassik und Wiener Schule. Wien / Köln / Weimar 2012, S. 301–307.
- Gedanken über die Tiefendimension der Musik. In: Michael Schwalb (Hrsg.): Liber amicorum. Gedanken über Musik, Literatur, Kunst. Hommage an Karl Anton Rickenbacher. Hildesheim / Zürich / New York 2012, S. 106–112.
- „Eine musikalische Physiognomik“: Über Theodor W. Adornos Mahler-Interpretation. In: Dan Diner (Hrsg.): Simon-Dubnow-Institut. Jahrbuch. Yearbook XI 2012, S. 235–243.
- Musik zur Regeration der Welt. Liebe, Vegetarismus und Pazifismus beim späten Richard Wagner. In: Das Orchester, Oktober 2013, S. 26–29.
- The deciphering of the Old Slavonic kondakarian notation. In: Bulgarian Musicology, 1/2013, S. 95 f.
- Ligetis le Grand Macabre. Von der Absurdität der menschlichen Existenz. In: Musik und Ästhetik, 17. Jg. Heft 28, Oktober 2013, S. 24–31.
- Wagner und Verdi. Gemeinsamkeiten und Unterschiede. In: Ars lyrica, 2012, Volume 21, S. 71–87.
- Tiefpunkt der Musik? An Tschaikowsky scheiden sich heute die Geister. In: Das Orchester, 2015/6, S. 40–43.
- Gustav Mahler. Böhme, Wiener, „Judenchrist“. In: MUT, Nr. 570, September 2015, S. 74–84.
- Przesłania muzyki upublicznione i prywatne. In: Teoria Muzyki, Krakau, Vol. 6, S. 11–25.
- Tragedia y comedia en des óperas maestras de Mozart. In: Paulino Capdepón Verdú (Hrsg.): Mozart en Espana. Estudios y receptión musical. Editorial Academia del Hispanismo, 2016, S. 273–283.
- Rachmaninow – Kunst oder Kitsch? In: Das Orchester, Januar 2017, S. 27–29.
- Artikel über Anton Bruckner (Hermeneutik, Semantik, Tonsymbolik, Sechste Symphonie). In: anton.bruckner.online 2017.
- Тайные программы в инструментальной музыке (Verschwiegene Programme in Instrumentalmusik, russisch). In: Opera Musicologica, Nr. 4 (34), St. Petersburg 2017, S. 35–43
- Über Liszts musikalische Symbolsprache. In: Márta Grabocz: Proceedings Liszt. Actes du colloque Liszt (Strasbourg 2011), Editions Herman, Paris 2017
- Musikalische Hermeneutik. In: Frank Hentschel (Hrsg.): Historische Musikwissenschaft. Laaber-Verlag, 2018
- Marie-Agnes Dittrich: Erfahrungen eines Außenseiters, Interview mit Constantin Floros, Hamburg, 18. Juli 2018 (siehe Weblinks)
- Idol Gustav Mahler. In: Lettre International, Heft 131, Winter 2020, S. 110–113.
- Mahler and Program Music. In: Charles Youmans (Hrsg.): Mahler in Context. Cambridge University Press, 2020, S. 110–117
- Sentiendo un Nuevo poder. Una situación arquetípica en Beethoven. In: Paulino Capdepón Verdú, Juan José Pastor Comín (Hrsg.): Beethoven desde Espagna: estudios interdisciplinares y receptión musical. Tirant Humanidades, Valencia 2020, S, 19–29.
- La Séptima de Beethoven: la secunda Eroica. In: Cuadernos de Inverstigacíon Musical, Dezember 2020 (11, número extraordinario), S. 5–14.
- Mahlers und Schönbergs Positionen zu kunsttheoretischen und musikästhetischer Fragen. In: Alexander Odefey (Hrsg.): Gustav Mahler und der „Sturmflug unserer großen Zeit“ – Parallelen und Einflüsse, Peter Lang Verlag, Berlin 2022, S. 95–103

## Festschriften
- Peter Petersen (Hrsg.): Musikkulturgeschichte. Festschrift für Constantin Floros zum 60. Geburtstag. Breitkopf, Wiesbaden 1990.
- Gottfried Krieger, Matthias Spindler (Hrsg.): Musik als Lebensprogramm. Festschrift für Constantin Floros zum 70. Geburtstag. Lang, Frankfurt am Main u. a. 2000, ISBN 978-3-631-35406-3.